# Кристава
Криста́ва (болг. Кръстава) — село в Пазарджицькій області Болгарії. Входить до складу общини Велинград.

## Населення
За даними перепису населення 2011 року у селі проживали 1058 осіб.
Національний склад населення села:
| Національність   | Кількість осіб | Відсоток |
| ---------------- | -------------- | -------- |
| болгари          | 71             | 14,4%    |
| турки            | 6              | 1,2%     |
| інша             | 408            | 82,9%    |
| Всього відповіли | 492            |          |

Розподіл населення за віком у 2011 році:
Динаміка населення: